# Sabah-Langur
Der Sabah-Langur (Presbytis sabana, Syn.: P. hosei sabana, Semnopithecus sabana) ist eine Primatenart aus der Gruppe der Schlankaffen (Presbytini), der im Norden der Insel Borneo vorkommt. Sein Verbreitungsgebiet deckt sich in etwa mit dem Territorium des malaiischen Bundesstaates Sabah. Ob es sich auch auf angrenzende Gebiete des indonesischen Teils von Borneo erstreckt, ist bisher nicht bekannt.

## Merkmale
Der Sabah-Langur erreicht eine Kopf-Rumpf-Länge von etwa 48 bis 56 cm, eine Schwanzlänge von 65 bis 84 cm, sowie ein Gewicht von 5,5 bis 6 kg (Weibchen) und 6 bis 7 kg (Männchen). Das Rückenfell ist grau, der Bauch und die Innenseiten der Gliedmaßen sind weißlich. Hände und Füße sind schwarz. Die Gesichtshaut ist rötlich, die Lippen bläulich. Typisch für die Art ist je ein auffälliger schwarzer Fleck zu beiden Seiten der Nase. Jungtiere sind weiß mit einem kreuzförmigen Muster auf Schulter und Rücken.

## Lebensweise
Der Sabah-Langur bewohnt den immergrünen tropischen Regenwald. Er ernährt sich vor allem von jungen und gerade sprießenden Blättern (42 bis 45 %), von unreifen Früchten (3 bis 25 %), Samen (17 bis 21 %) und Blüten (3 % oder weniger). Außerdem werden Käfer, andere Insekten, Borke, Vogeleier und Nestlinge gefressen. Die Affen leben in Gruppen zu maximal 14 Exemplaren. Sie bestehen aus einem Männchen, zwei bis sechs Weibchen und deren Jungen. Sie bilden manchmal gemischte Gruppen mit dem Maronenlangur (Presbytis rubicunda). In der Regel ist die eine Art aber in Gebieten, in denen die andere vorkommt, selten oder fehlt. Meist hält sich der Sabah-Langur in den mittleren und oberen Bereichen der Bäume (10 bis 30 m) auf. Etwa 14 bis 17 % der Tageszeit verbringen Sabah-Languren mit Fressen, 45 bis 49 % mit Ruhen (nötig um die Blattnahrung zu verdauen), 30 bis 32 % der Zeit werden zur Fortbewegung gebraucht und 4 bis 6 % mit sozialen Aktivitäten verbracht. Die Weibchen bekommen ihre ersten Junges wenn sie drei Jahre alt sind, meist von Juli bis Oktober. Die Jungtiere werden mit einem Alter von etwa 300 Tagen entwöhnt.

## Gefährdung
Der Sabah-Langur wird von der International Union for Conservation of Nature and Natural Resources (IUCN) als gefährdet gelistet. Der Bestand der Art ging in den letzten Jahren kontinuierlich zurück. Hauptgrund ist die Jagd durch den Menschen. Einen selektiven Holzeinschlag, bei dem vor allem ihre Schlafbäume stehen bleiben, scheinen die Sabah-Languren zu überstehen. Sie kommen in folgenden Naturschutzgebieten vor: Danum-Valley-Conservation-Area, Tabin-Wildreservat, Sepilok Orangutan Rehabilitation Sanctuary, Sanktuari Hidupan Liar di Hilir Kinabatangan, Maliau-Becken und möglicherweise im Crocker Range-Park.